# Kisszántó
Kisszántó (Santăul Mic), település Romániában, a Partiumban, Bihar megyében.

## Fekvése
Nagyváradtól északnyugatra, Nagyszántó és Biharpüspöki között fekvő település.

## Története
Kisszántó, Szántó Árpád-kori település. Nevét már 1291–1294 között említette oklevél in v. Petri f-i Vrdug (Ördög) néven.
1304-ben Zamtou, 1398-ban Wrdugzantho, 1489-ben Kisszantho, 1808-ban Szántó (Kis-), 1851-ben Kis-Szántó, 1913-ban Kisszántó néven írták.
1291–1294 között Ördögszántó (Kisszántó) a második fizetéskor 23 kepét adott a püspöknek.
1304-ben Zamtou-i Pousa nevét említette egy oklevél, aki a váradi káptalan által kiküldött egyik bíró volt.
Kis-Szántó középkori története szorosan összefügg Nagyszántó történetével.
A 14. század elején már mint egyházas község szerepelt.
1552-ben birtokosai Horváth Mátyás és Asztalnok János, akiknek együtt itt 10 portányi birtouk volt; később azonban már csak mint pusztát említik és ekkor a kisszántói Dobozy család birtoka volt.
1795-ben birtokosa Lányi József kanczelláriai referens, aki később torontáli főispán volt. Az ő utódai 1864-ig voltak a falu birtokosai. Ekkor női ágon a Klobusiczkyakra szállt, majd gróf Csáky Kálmáné lett, kitől Luznicsek bécsi ügyvéd, tőle pedig  báró Kőnigswarter Herman vette meg. A báró itteni kastélya díszes park közepén állt. A kastélyt még a Dobozyak építtették, később azonban teljesen átalakították.
Határában állott egykor Szeben falu is, mely 1732-ben már csak mint puszta szerepelt.
1851-ben Fényes Elek írta a településről:
Kis-Szántó, Bihar vármegyében, kies rónaságon, 459 református, 4 római katholikus, 4 görög katholikus, 7 óhitő lakossal, református anyatemplommal, az uraságnak csinos épületeivel s kertével és egy olajgyárral, melly most nem asztali, hanem lámpa olajat készit. Határa 1581 hold, ... Birja Lányi Imre.
1910-ben 470 lakosából 455 magyar, 13 román volt. Ebből 16 római katolikus, 424 református, 12 görögkeleti ortodox volt.
A trianoni békeszerződés előtt Bihar vármegye Biharkeresztesi járásához tartozott.

## Nevezetességek
- Református temploma – 1790-ben épült.
- Római katolikus kápolnáját még a Dobozyak építtették.